# ساگوس، ماساچوست
ساگوس(به انگلیسی: Saugus) شهرکی در شهرستان اسکس ایالت ماساچوست می‌باشد که در سال ۱۸۱۵ بنیان‌گذاری شده‌است. این شهرک در سرشماری سال ۲۰۱۰ میلادی، ۲۶٬۶۲۸ نفر جمعیت داشته‌است.